# La Cierva
La Cierva é um município da Espanha, na província de Cuenca, comunidade autônoma de Castela-Mancha. Tem 71,48 km² de área e em 2021 tinha 34 habitantes (densidade: 0,5 hab./km²). Limita com os municípios de Cuenca, Cañada del Hoyo, Pajarón, Valdemorillo de la Sierra e Valdemoro-Sierra.